# Jozef Golonka
Jozef „Joschi“ Golonka (* 6. Januar 1938 in Bratislava) ist ein ehemaliger slowakischer Eishockeyspieler und -trainer. Als Stürmer war er hauptsächlich für den HC Slovan Bratislava aktiv und nahm mit der tschechoslowakischen Nationalmannschaft an drei Olympischen Spielen und fünf Weltmeisterschaften teil. Als Coach war er überwiegend in Deutschland tätig, unter anderem für den SC Riessersee und die Kölner Haie in der Bundesliga, mit denen er jeweils einmal Deutscher Meister wurde. Er ist Mitglied der IIHF Hall of Fame und dreier nationaler Eishockey-Ruhmeshallen.

## Karriere
Nachdem er bereits dreimal slowakischer Junioren-Meister im Tennis geworden war, entschied sich Jozef Golonka doch noch für eine Eishockeykarriere. Diese begann zwischen 1955 und 1957 beim HC Slovan Bratislava. Während seines Militärdienstes absolvierte er zwei Spielzeiten für den Armeeklub ASD Dukla Jihlava, bevor er zu seinem Heimatverein zurückkehrte. Dort entwickelte sich der Center, der viele Jahre auch Kapitän seiner Mannschaft war, zu einem der besten Angreifer der Liga. Mit 35 Treffern war er in der Saison 1960/61 der Toptorschütze und in der Spielzeit 1961/62 der Topscorer der 1. Liga. Ab Ende der 1950er Jahre erhielt er auch mehrere Angebote von Klubs aus der National Hockey League (NHL), schlug diese aber aus Sorge um seine Familie im Falle seiner Auswanderung aber aus. Insgesamt absolvierte er in zehn Spielzeiten für Bratislava 330 Spiele und erzielte 298 Tore.
Im Jahr 1969 erhielt Golonka die Genehmigung der Behörden zu einem Wechsel nach Deutschland. Drei Jahre lang spielte er für den SC Riessersee aus der Bundesliga, für den er in 104 Spielen insgesamt 44 Tore schoss, obwohl er zeitweise auch als Verteidiger eingesetzt wurde. In der Saison 1971/72 wurde er zum Bundesliga-Spieler des Jahres gewählt. Von 1972 bis 1975 ließ er seine Laufbahn bei LB Zvolen in der 1. Slovenská národná hokejová liga (1. SNHL) ausklingen.

### International
Im Verlauf seiner Karriere absolvierte Golonka 134 Länderspiele für die tschechoslowakische Nationalmannschaft, in denen er 82 Tore erzielte. Nach einem vierten Platz bei den Olympischen Winterspielen 1960 gewann er bei Olympia 1964 die Bronze- und vier Jahre später bei den Winterspielen 1968 die Silbermedaille. Mit zehn Punkten aus sieben Spielen war er in seinem letzten Olympia-Turnier der erfolgreichste Scorer seiner Mannschaft. Zudem führte er das Team als Kapitän an, dem mit einem 5:4-Sieg über die seit Jahren ungeschlagene sowjetische Nationalmannschaft eine Überraschung gelang. In dieser Partie erzielte der Angreifer ein Tor selbst und bereitete ein weiteres vor.
Darüber hinaus nahm Golonka mit der Tschechoslowakei an fünf Weltmeisterschaften teil. Dabei gewann er zweimal die Silber- und einmal die Bronzemedaille. Bei der Weltmeisterschaft 1965 war er der Topscorer.

### Trainerlaufbahn
Nachdem er seine aktive Spielerkarriere beendet hatte, widmete sich Golonka der Trainertätigkeit. Nach Anfängen beim AC Nitra kehrte er in der Saison 1975/76 als Cheftrainer zurück zum SC Riessersee. Er erreichte mit der abstiegsbedrohten Mannschaft knapp den Klassenerhalt und formte in den folgenden Jahren ein Bundesliga-Spitzenteam. In der Spielzeit 1977/78 wurde er mit dem Team Deutscher Meister. Nach der Vizemeisterschaft in der Saison 1978/79 ging er zurück in die Tschechoslowakei und trainierte dort Zetor Brno, sowie die die Junioren-Nationalmannschaft, mit der er bei der U20-Weltmeisterschaft 1980 und bei den Welttitelkämpfen 1981 jeweils den vierten Platz belegte.
Nächste Station war in der Saison 1981/82 der Wiener EV. Anschließend trainierte Golonka für eine weitere Spielzeit den SC Riessersee, bevor er im Jahr 1983 vom Kölner EC verpflichtet wurde. Mit den Haien gewann er in der Saison 1983/84 die deutsche Meisterschaft. Im Sommer 1985 musste er wieder in die Heimat zurückkehren. Dort übernahm er für drei Jahre seinen ehemaligen Klub Slovan Bratislava. Über den HC Davos, bei dem er nach einer halben Spielzeit erstmals in seiner Trainerlaufbahn entlassen und durch Ron Wilson ersetzt wurde, kam er im Jahr 1989 zum Zweitliga-Aufsteiger ECD Iserlohn, mit dem er zweimal in Folge Meister der Nordstaffel wurde, in der Aufstiegsrunde die Qualifikation zur Bundesliga aber verpasste. Nach einem schwachen Start in die Saison 1991/92 wurde er am 30. Oktober 1992 entlassen. Kurz darauf unterzeichnete er einen Vertrag beim Ligakonkurrenten EHC 80 Nürnberg, mit dem er im Jahr 1994 in die neu gegründete Deutsche Eishockey Liga (DEL) startete.
Ab 1995 trat Golonka nicht mehr als Vereinstrainer in Erscheinung, sondern betreute von 1996 bis 1997 nur noch die slowakische Nationalmannschaft, unter anderem beim World Cup of Hockey 1996 und der Weltmeisterschaft 1997. Anschließend beendete er seine Laufbahn endgültig.

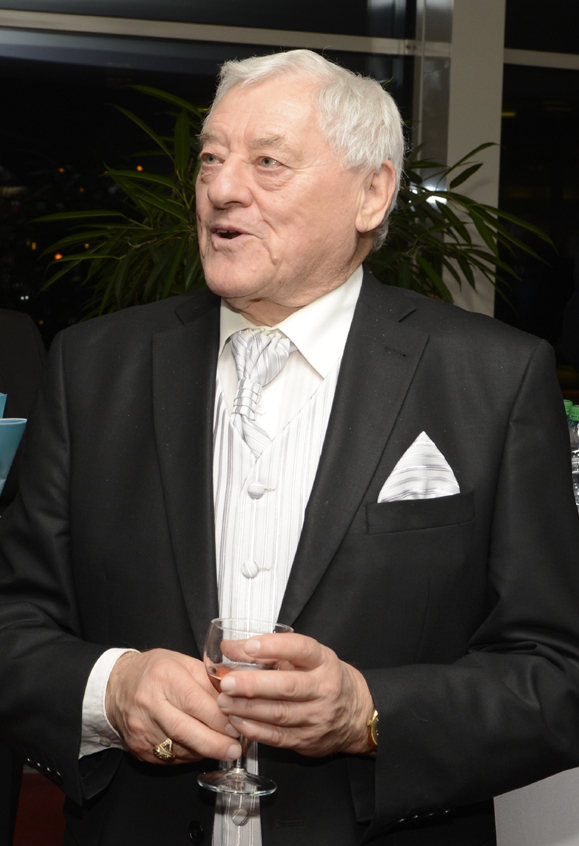
Jozef Golonka im Jahr 2015

Golonka, der in seinem Heimatland zwei Autobiografien veröffentlichte, wurde für seine Verdienste im Sport nach seinem Karriereende vielfach gewürdigt. Er ist Mitglied der IIHF Hall of Fame (seit 1998), der slowakischen Hockey Hall of Fame (seit 2002), der Hall of Fame Deutschland (seit 2004) und der tschechischen Eishockey-Ruhmeshalle (seit 2010). Im Jahr 2003 wurde ihm vom slowakischen Staatspräsidenten Rudolf Schuster das Pribin-Kreuz II. Klasse verliehen.

## Erfolge und Auszeichnungen
| - 1961 Toptorschütze der 1. Liga - 1962 Topscorer der 1. Liga - 1972 Spieler des Jahres der Bundesliga - 1978 Deutscher Meister mit dem SC Riessersee (als Trainer) - 1984 Deutscher Meister mit den Kölner Haien (als Trainer) - 1990 Meister der 2. Bundesliga mit dem ECD Iserlohn (als Trainer) | - 1998 Aufnahme in die IIHF Hall of Fame - 2002 Aufnahme in die Slowakische Hockey Hall of Fame - 2003 Pribin-Kreuz II. Klasse - 2004 Aufnahme in die Hockey Hall of Fame Deutschland - 2010 Aufnahme in die Tschechische Eishockey-Ruhmeshalle |

### International
| - 1959 Bronzemedaille bei der Weltmeisterschaft - 1964 Bronzemedaille bei den Olympischen Winterspielen - 1965 Silbermedaille bei der Weltmeisterschaft - 1965 Topscorer der Weltmeisterschaft | - 1966 Silbermedaille bei der Weltmeisterschaft - 1968 Silbermedaille bei den Olympischen Winterspielen - 1969 Bronzemedaille bei der Weltmeisterschaft |

## Karrierestatistik

### International
Vertrat die Tschechoslowakei bei:
| - Weltmeisterschaft 1959 - Olympische Winterspiele 1960 - Olympische Winterspiele 1964 - Weltmeisterschaft 1965 | - Weltmeisterschaft 1966 - Weltmeisterschaft 1967 - Olympische Winterspiele 1968 - Weltmeisterschaft 1969 |

(Legende zur Spielerstatistik: Sp oder GP = absolvierte Spiele; T oder G = erzielte Tore; V oder A = erzielte Assists; Pkt oder Pts = erzielte Scorerpunkte; SM oder PIM = erhaltene Strafminuten; +/− = Plus/Minus-Bilanz; PP = erzielte Überzahltore; SH = erzielte Unterzahltore; GW = erzielte Siegtore; 1 Play-downs/Relegation; Kursiv: Statistik nicht vollständig)

## Werke
- mit Vladimír Malec: Denník z Tampere. Šport, 1965. (slowakisch)
- mit Milan Varsik: Volali ma Žiletka. Šport, 1990. ISBN 80-7096-031-0 (slowakisch)
- mit Marika Studeničová: Jozef Golonka, rebel s číslom 9. Verbis, 2008. ISBN 978-80-969933-0-7 (slowakisch)